# Храпек Ян
Ян Храпек (пол. Jan Chrapek; 18 липня 1948 — 18 жовтня 2001) — польський римо-католицький єпископ, єпископ Радома в 1999—2001 роках. Доктор богослов'я, соціолог релігії. Належав до чернечого Згромадження святого Архангела Михаїла (михайліти).

## Біографія
Висвячений на священика 3 травня 1975 року. 25 березня 1992 року Папа Іван Павло II призначив його єпископом-помічником в Дрогічинській дієцезії і титулярним єпископом Катакаса (лат. Diocesis Cataquensis). Єпископська хіротонія відбулася 6 червня 1992 року. 20 червня 1994 року переведений на уряд єпископа-помічника Торунської дієцезії. 28 червня 1999 року був номінований на єпископа дієцезального Радомської дієцезії. Інтронізація відбулася 21 серпня 1999 року.
Як єпископ Радома підтримував багато благодійних проектів: безкоштовні їдальні та аптеки для бідних, душпастирство молоді.
Загинув у автомобільній аварії 18 жовтня 2001 року в Старих Сєклуках. 22 жовтня 2001 був похоронений в Радомському римо-католицькому катедральному храмі.
У 2001 році став лауреатом Медалі св. Брата Альберта. У 2002 році започатковано конкурс на стипендію для випускників школи з бідних родин для вивчення журналістики, соціальної політики і політичних наук у Варшавському та Ягеллонському університетах. При радомському Карітасі заснований фонд для допомоги потребуючим, названий на його честь.